# GP Denain 1963
De 5e editie van de wielerwedstrijd GP Denain werd gehouden op 16 april 1963. De start en finish vonden plaats in Denain in het Franse Noorderdepartement. Op het podium stonden 2 Belgen Gustaaf Desmet voor de Fransman Édouard Delberghe en Benoni Beheyt.

## Uitslag
| GP Denain 1963 (170 km) |                   |                          |          |
| Plaats                  | Naam              | Ploeg                    | tijd     |
| Winnaar                 | Gustaaf Desmet    | Wiel's-Groene Leeuw      | 4u16'00" |
| 2                       | Édouard Delberghe | Pelforth-Sauvage-Lejeune |          |
| 3                       | Benoni Beheyt     | Wiel's-Groene Leeuw      |          |

1959 · 1960 · 1961 · 1962 · 1963 · 1964 · 1965 · 1966 · 1967 · 1968 · 1969 · 1970 · 1971 · 1972 · 1973 · 1974 · 1975 · 1976 · 1977 · 1978 · 1979 · 1980 · 1981 · 1982 · 1983 · 1984 · 1985 · 1986 · 1987 · 1988 · 1989 · 1990 · 1991 · 1992 · 1993 · 1994 · 1995 · 1996 · 1997 · 1998 · 1999 · 2000 · 2001 · 2002 · 2003 · 2004 · 2005 · 2006 · 2007 · 2008 · 2009 · 2010 · 2011 · 2012 · 2013 · 2014 · 2015 · 2016 · 2017 · 2018 · 2019 · 2020 · 2021 · 2022 · 2023 · 2024 · 2025